# Prix littéraire Juge-Lemay
Pour un article plus général, voir Société Saint-Jean-Baptiste de Sherbrooke.
Le prix littéraire Juge-Lemay de la Société Saint-Jean-Baptiste du diocèse de Sherbrooke est un prix littéraire québécois qui est remis annuellement dans les Cantons de l'Est.
Il fut lancé par le juge H. Lemay en décembre 1951.

## Récipiendaires
- 1952 - Maurice O'Bready
- 1953 - Louis-Philippe Robidoux
- 1954 - Germain Lavallée
- 1955 - J.-B.-S. Huard
- 1956 - Jean Mercier
- 1957 - Adolphe Brassard
- 1958 - Émile Chartier
- 1959 - Maurice O'Bready
- 1961 - Jules Martel
- 1966 - Albert Gravel
- 1967 - Louis-C. O'Neil
- 1968 - Théodore Tessier
- 1969 - Rolande Allard-Lacerte
- 1970 - Louis-Philippe Demery
- 1971 - Lionel Racine
- 1972 - Estelle Olivier
- 1973 - Françoise Gaudet-Smet
- 1974 - Alfred DesRochers
- 1975 - Georges Cloutier
- 1976 - Léonidas Bachand
- 1977 - Raymond Lambert
- 1978 - Marguerite Morisset-Leclair
- 1979 - Maurice Vincent
- 1980 - Madeleine Poulin
- 1981 - Yvon Dubé
- 1982 - Paul-Émile Côté
- 1983 - Ronald Martel
- 1984 - Jean Civil
- 1985 - Annette Coderre
- 1986 - Pierre Gobeil
- 1987 - Andrée Désilets
- 1988 - Antoine Sirois
- 1989 - Marcel Laflamme
- 1990 - Claude Pelletier
- 1991 - Claude Boucher
- 1992 - Euchariste Paulhus
- 1993 - Huguette O'Neil
- 1994 - Marcel Guy
- 1995 - Gisèle Lazure
- 1996 - Sylvie L. Bergeron
- 1997 - Gilles Baril
- 1998 - Serge Malouin
- 1999 - Marguerite Auclair-Lauzier
- 2000 - Sylvie St-Laurent-Vézinas
- 2001 - Daniel Roy
- 2002 - Ivan Roy
- 2003 - Jean-Pierre Kesteman
- 2004 - Thérèse Lecomte
- 2005 - Françoise Hamel-Beaudouin
- 2006 - Ginette Bureau
- 2007 - Gilbert-Gilles Boulanger
- 2008 - Louise Simard
- 2009 - Micheline Dumont
- 2010 - Marie-Ève Gingras[1]
- 2011 - Mylène Gilbert-Dumas
- 2012 - Denis Beaulieu
- 2013 - Steve Bergeron
- 2014 - Léandre Lachance[2]
- 2015 - Amélie Dubois[3]
- 2016 - Denise Gaouette
- 2017- André Daniel Drouin
- 2018 - Petronnella van Dijk
- 2019 - Caroline Roy